# 香姓
香，是罕見的中文姓氏，不在「百家姓」之中。

## 來源
神農氏炎帝—姜子牙後人，齊傾公姜無野之一子食採於楂邑為爵，其後子孫以封地為姓，是為査姓（古楂、査同音）。香姓乃査氏之後裔，據考證香氏始祖為查銓録。

## 名人
- 香宜涵：台灣歌手，擁有「金剛芭比」之外號，以極低音與好身材著稱。
- 香麗涵：台灣歌手，相對香宜涵比較正常一點，過去走甜美路線；現在走成熟路線。
- 香植球：香港商人
- 香翰屏：中國國民黨「鐵四軍」十二師師長
- 香灼璣：香港建築師，香翰屏之子，曾蔭權的表哥
- 香樹輝：香港傳媒工作者、華僑日報前社長、新城電台節目主持人
- 香偉燦：恆基紙行有限公司董事長
- 香胤宅：美籍香港舞蹈家，選秀節目全民造星V冠軍

## 延伸阅读
[在维基数据编辑]
 《欽定古今圖書集成·明倫彙編·氏族典·香姓部》，出自陈梦雷《古今圖書集成》